# Synagoge (Borculo)

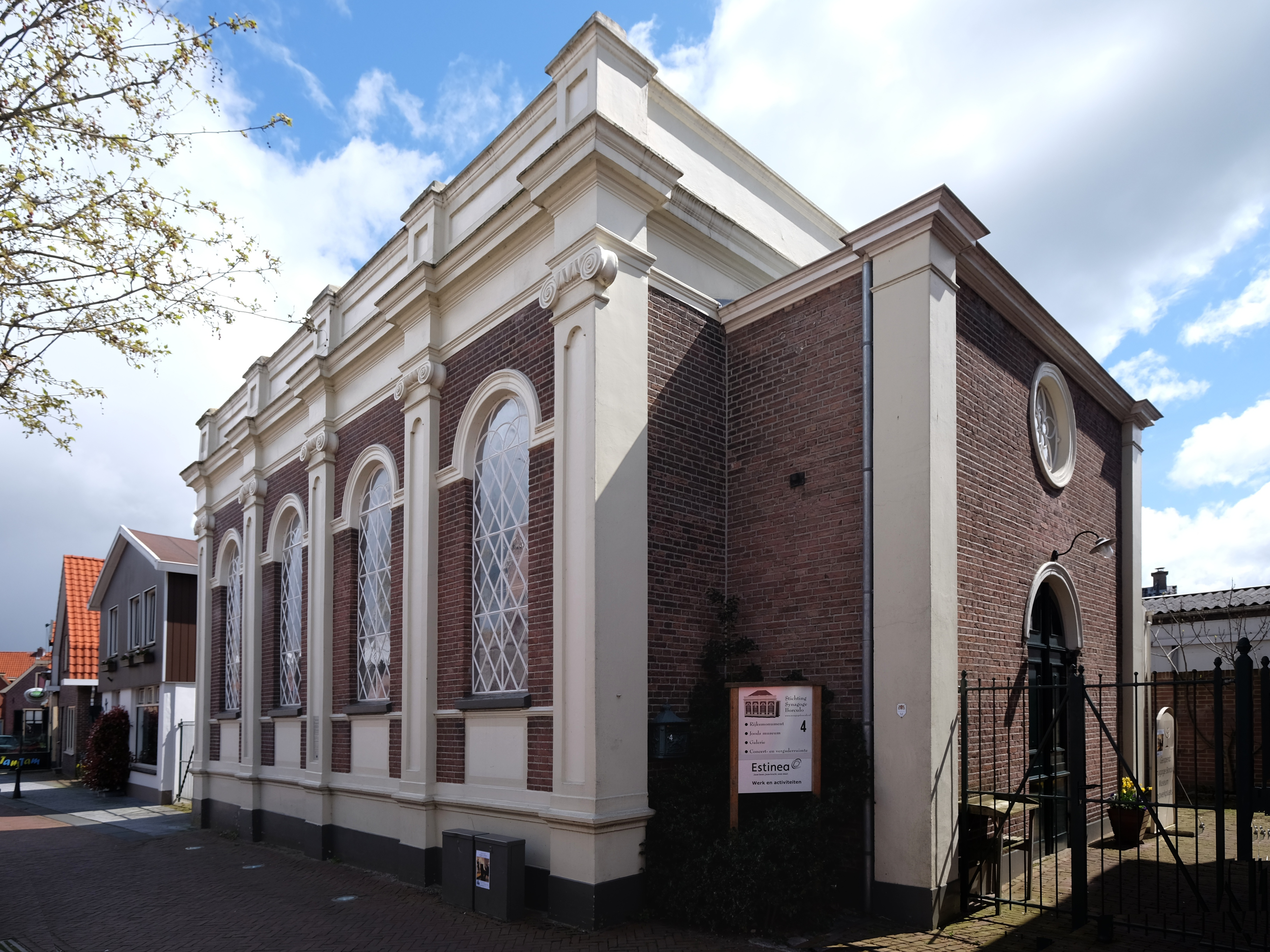
Ehemalige Synagoge in Borculo (2016)

Die Synagoge in Borculo, einer Stadt (heute zur Gemeinde Berkelland gehörend) in der niederländischen Provinz Gelderland, wurde 1842 errichtet. Die profanierte Synagoge an der Weverstraat 4 ist als Rijksmonument ein geschütztes Kulturdenkmal.
Die ersten Juden siedelten sich Mitte des 17. Jahrhunderts in Borculo an. Die Jüdische Gemeinde Borculo hatte im Jahr 1899 mit 163 Mitgliedern ihren Höchststand erreicht.
Die jüdischen Bürger von Borculo wurden während des Zweiten Weltkriegs von den deutschen Besatzern verfolgt und viele wurden in den Konzentrationslagern ermordet.
Das von den deutschen Besatzern beschädigte Synagogengebäude wurde 1989 renoviert und wird seit Oktober 2011 als Museum über die jüdische Geschichte der Stadt Borculo genutzt.